# Кур'єр-1Ей
Кур'єр-1Ей (англ. Courier 1A — посланець) — американський експериментальний військовий супутник зв'язку, невдало запущений за програмою Кур'єр. Космічний апарат мав стати першим у світі супутником-ретранслятором.

## Опис
Апарат у формі кулі діаметром 1,3 м і масою 225 кг був вкритий сонячними елементами, що мали заряджати нікель-кадмієві акумулятори і забезпечувати вихідну потужність 60 Вт. У центральній частині без сонячних елементів розташовувались дві перехрещені антени, що мали працювати для прийому і передачі з лінійною поляризацією. Супутник мав чотири передавачі, що мали працювати з вихідною потужністю 2 Вт на частотах 1700—1800 МГц, і чотири приймачі, що мали працювати на частотах 1800—1900 МГц. Апарат міг передавати наживо один аналоговий канал або записати на плівкові магнітофони чотири цифрові потоки інформації зі швидкістю 55 кбіт/с загальним обсягом 13,2 Мб або 4 хвилини аналогового сигналу.

## Запуск
18 серпня 1960 року о 19:58 UTC ракетою-носієм Тор-Ейблстар з космодрому Канаверал було запущено Кур'єр-1Ей. Через 150 секунд (2,5 хв) після запуску вибухнула ракета-носій.